# Balkan Nebit Dag
Balkan Nebit Dag (turkm. «Balkan» futbol kluby, Nebit Dag) – turkmeński klub piłkarski, mający siedzibę w mieście Nebit Dag na zachodzie kraju.
W latach 1992–1993 i 1997/98 występował w Ýokary Liga.

## Historia
Chronologia nazw:
- 1992: Arlan Nebit Dag (ros. «Арлан» Небит-Даг)
- 1993: Şazada Nebit Dag (ros. «Шазада» Небит-Даг)
- 07.1993: Balkan Nebit Dag (ros. «Балкан» Небит-Даг)

Piłkarski klub Arlan Nebit Dag został założony w miejscowości Nebit Dag w 1992 roku. W 1992 debiutował w pierwszych niepodległych rozgrywkach Wyższej Ligi Turkmenistanu. Na początku 1993 zmienił nazwę na Şazada Nebit Dag, a w lipcu 1993 przyjął nazwę Balkan Nebit Dag. Sezon 1993 zakończył na 6. miejscu, ale w następnym sezonie nie przystąpił do rozgrywek. Dopiero w sezonie 1997/99 ponownie startował w najwyższej klasie, ale w rundzie kwalifikacyjnej zajął przedostatnie 9. miejsce i potem został rozwiązany.

## Sukcesy

### Trofea międzynarodowe
Nie uczestniczył w rozgrywkach azjatyckich (stan na 31-12-2015).

### Trofea krajowe
Turkmenistan
| \| \| Zdobyte trofea w rozgrywkach Turkmenistanu (stan na: 31-12-2015) \| |                                                                  |      |          |
| Rozgrywki                                                                 | Osiągnięcie                                                      | Razy | Sezon(y) |
| Mistrzostwo                                                               | I miejsce                                                        | 0    |          |
| Mistrzostwo                                                               | II miejsce                                                       | 0    |          |
| Mistrzostwo                                                               | III miejsce                                                      | 0    |          |
| Mistrzostwo                                                               | 6. miejsce                                                       | 1    | 1993     |
| Puchar                                                                    | zdobywca                                                         | 0    |          |
| Puchar                                                                    | finalista                                                        | 0    |          |
| Puchar                                                                    | ćwierćfinalista                                                  | 1    | 1993     |
| II liga                                                                   | I miejsce                                                        | 0    |          |
| II liga                                                                   | II miejsce                                                       | 0    |          |
| II liga                                                                   | III miejsce                                                      | 0    |          |
| Turkmenistan                                                              | Zdobyte trofea w rozgrywkach Turkmenistanu (stan na: 31-12-2015) |      |          |

## Stadion
Klub rozgrywa swoje mecze domowe na stadionie Sport toplumy w Balkanabacie, który może pomieścić 10 000 widzów.

## Piłkarze
Znani piłkarze:
- Muslim Agaýew
- Aşirmurad Ataýew
- Kurbangeldy Durdyýew